# 森山泰年
森山泰年（日语：／ Moriyama Yasutoshi，1957年8月4日—），日本男子摔跤运动员。他曾代表日本参加1986年、1990年和1994年亚洲运动会摔跤比赛，获得一枚金牌和二枚铜牌。他也曾参加1984年、1988年和1992年夏季奥林匹克运动会。